# Witherslack
Witherslack – wieś i civil parish w Anglii, w Kumbrii, w dystrykcie (unitary authority) Westmorland and Furness. Leży 72 km na południe od miasta Carlisle i 355 km na północny zachód od Londynu. W 2011 roku civil parish liczyła 499 mieszkańców.